# Il fuoco di spade
Il fuoco di spade (Forged in Fire) è una serie televisiva statunitense a competizione, trasmessa da History e prodotta dalla Outpost Entertainment. Negli Stati Uniti la serie viene trasmessa su History dal 22 giugno 2015, mentre in Italia è stata trasmessa da History dal 13 ottobre dello stesso anno. Il titolo italiano è un riferimento alla nota serie televisiva Il Trono di Spade. La serie è presentata da Wil Willis (Stagioni 1-7) e da Grady Powell (Stagioni 8 e 9) insieme a tre giudici esperti dell'uso delle armi, David Baker, Doug Marcaida, J. Neilson (stagioni 1-2, 4, 6-9), Jason Knight (stagioni 3-4) e Ben Abbott (stagioni 4-9). Nel 2022 la serie è giunta alla nona edizione.

## Trama
In ogni puntata quattro artigiani competono in una gara ad eliminazione. Chi riuscirà a forgiare l'arma da taglio più resistente e tagliente vincerà un premio di 10.000 dollari e il titolo di campione.

## Episodi

### Stagione 1
| N° | Titolo                 | Titolo originale       | Prima TV USA   | Prima TV Italia  |
| -- | ---------------------- | ---------------------- | -------------- | ---------------- |
| 1  | La Katana giapponese   | Japanese Katana        | 22 giugno 2015 | 13 ottobre 2015  |
| 2  | Il chakram             | Chakram                | 29 giugno 2015 | 20 ottobre 2015  |
| 3  | La scure vichinga      | Viking Battle Axe      | 6 luglio 2015  | 27 ottobre 2015  |
| 4  | La katara              | Katar                  | 13 luglio 2015 | 3 novembre 2015  |
| 5  | La spada dei templari  | Crusader Sword         | 20 luglio 2015 | 10 novembre 2015 |
| 6  | La spada elisabettiana | The Elizabethan Rapier | 27 luglio 2015 | 17 novembre 2015 |
| 7  | Il gladio romano       | The Roman Gladius      | 3 agosto 2015  | 24 novembre 2015 |
| 8  | Il kalis               | The Moro Kris          | 10 agosto 2015 | 1º dicembre 2015 |

### Stagione 2
| N° | Titolo                   | Titolo originale      |
| -- | ------------------------ | --------------------- |
| 1  | Il martello da guerra    | The war hammer        |
| 2  | L'arma del faraone       | Khopesh               |
| 3  | La grande spada scozzese | The scottish claymore |
| 4  | Lo scudo chiodato        | Spiked shield         |
| 5  | La spada vichinga        | Viking sword          |
| 6  | Il coltello nepalese     | Nepalese kukri        |
| 7  | Lo shotel etiope         | The shotel            |
| 8  | La sciabola dei pirati   | The cutlass           |
| 9  | La khanda indiana        | Khanda                |
| 10 | L'ascia da battaglia     | The tabar             |

### Stagione 3
| N° | Titolo                       | Titolo originale           |
| -- | ---------------------------- | -------------------------- |
| 1  | La sfida dei campioni        | Champions edition          |
| 2  | Il ritorno dei fantastici 4  | Fan favorites              |
| 3  | La spada farfalla            | Butterfly swords           |
| 4  | La falcata                   | The falcata                |
| 5  | L'agnello sacrificale        | Kora sword                 |
| 6  | Hunga Munga!                 | Hunga Munga                |
| 7  | La lancia del cinghiale      | The boar spear             |
| 8  | Spada dell'Antica Grecia     | Xiphos sword               |
| 9  | Il pandat                    | The pandat                 |
| 10 | La lancia degli Zulù         | Zulu Iklwa                 |
| 11 | Il pata                      | Champions Edition-The Pata |
| 12 | Lo spadone rinascimentale    | The Zweihänder             |
| 13 | La sciabola della cavalleria | Cavalry Saber              |
| 14 | Il naginata                  | The naginata               |
| 15 | Un pugnale indiano           | The Haladie                |
| 16 | La rivincita-Spada vichinga  | Redemption-Viking sword    |

### Stagione 4
| N° | Titolo                                 | Titolo originale           |
| -- | -------------------------------------- | -------------------------- |
| 1  | Lotta tra giudici                      | Judges Pick                |
| 2  | Armi a doppia lama                     | Deer Horn Knives           |
| 3  | La spada dei lanzichenecchi            | The Katzbalger             |
| 4  | La makrakra africana                   | Makraka                    |
| 5  | Una seconda possibilità                | Fan's Choice               |
| 6  | L'akrafena                             | Akrafena                   |
| 7  | La spada sacra                         | Talwar                     |
| 8  | La daga italiana                       | The Cinquedea              |
| 9  | Charay, un'arma leggendaria            | The Charay                 |
| 10 | Spezzalama                             | Sword Breaker Redemption   |
| 11 | La sfida dei giudici (Ascia congolese) | Master & Apprentice        |
| 12 | La spada del boia                      | Ngombe Ngulu               |
| 13 | La scimitarra persiana                 | The Shamshir               |
| 14 | Kachin Dao, la spada birmana           | The Kachin Dao             |
| 15 | L'arma dei gladiatori                  | The Gladiators' Scissor    |
| 16 | La spada che uccise Magellano          | The Kampilan               |
| 17 | Il coltello da lancio                  | The Kpinga                 |
| 18 | L'arma ottomana                        | The Yatagan                |
| 19 | I mondiali di spade                    | International Championship |
| 20 | L'ascia indiana                        | Tabar-Shishpar             |
| 21 | Il torneo dei campioni                 | Ultimate Champions Edition |
| 22 | Speciale templari                      | Knights Templar            |
| 23 | L'ascia vichinga                       | Viking Edition             |

### Stagione 5
| N° | Titolo                              | Titolo originale                                                |
| -- | ----------------------------------- | --------------------------------------------------------------- |
| 1  | L'arma che tagliò la testa di Golia | The Rhomphaia                                                   |
| 2  | Alle prime armi                     | Rookies Edition                                                 |
| 3  | L'arma della Repubblica di Venezia  | The Schiavona                                                   |
| 4  | La spada dei gladiatori             | The Sica                                                        |
| 5  | La lancia dei samurai               | The Jūmonji yari                                                |
| 6  | La spada berbera                    | The Kabyle Flyssa                                               |
| 7  | Sfida a squadre                     | Ultimate Team Challenge "The Chinese Dao"                       |
| 8  | La sciabola karabela                | The Karabela                                                    |
| 9  | La lancia degli Zande               | The Zande Spear                                                 |
| 10 | La navaja spagnola                  | The Navaja                                                      |
| 11 | L'alabarda medievale                | The German Halberd                                              |
| 12 | La spada a due mani                 | The Two-Handed Sword                                            |
| 13 | La sciabola militare                | Military History Tribute "Naval Cutlass"                        |
| 14 | L'ascia da battaglia                | Horseman Axe                                                    |
| 15 | La lancia ammazzaleoni              | Lion Spear                                                      |
| 16 | La spada indonesiana                | Kelewang                                                        |
| 17 | L'artiglio di tigre                 | Bagh Nakh                                                       |
| 18 | La guisarma                         | Glaive Guisarme                                                 |
| 19 | La daga russa                       | Russian Pioneer Sword                                           |
| 20 | Le ruote del vento e del fuoco      | Wind And Fire Wheels                                            |
| 21 | Lo spadino settecentesco            | Smallsword                                                      |
| 22 | La spada celtica                    | Celtic Anthropomorphic Sword                                    |
| 23 | Il kilij ottomano                   | The Kilij                                                       |
| 24 | La spada da caccia                  | The Sawback Hunting Sword                                       |
| 25 | La spada d'armi medievale           | The Arming Sword                                                |
| 26 | Il sengese                          | The Sengese                                                     |
| 27 | La lancia del dragone blu           | The Qinglong Ji                                                 |
| 28 | Tarantino edition                   | "Hollywood Edition" Hattori Hanzō Katana                        |
| 29 | La balestra d'acciaio               | The Steel Crossbow                                              |
| 30 | Lo spadone a due mani               | The Landsknecht Sword                                           |
| 31 | Il torneo/Round 1                   | "Tournament Round 1 (Farriers)" The Mortuary Sword              |
| 32 | Il torneo/Round 2                   | "Tournament Round 2 (Armorers)" The Hooded Katar                |
| 33 | Il torneo/Round 3                   | "Tournament Round 3 (Blacksmiths)" The Knightly Pole Axe        |
| 34 | Il torneo/Round 4                   | "Tournament Round 4 (Modern Metalworkers)" The Flamberge Rapier |
| 35 | Il torneo/Finale                    | "Tournament Championship" Nodachi                               |
| 36 | La falce del triste mietitore       | "Slasher Edition" Grim Reaper's Scythe                          |
| 37 | L'arco di Robin Hood                | Steel Takedown Bow                                              |
| 38 | La berdica                          | Bardiche                                                        |
| 39 | Metà accetta, metà pipa             | The Pipe Tomahawks                                              |
| 40 | La spada irlandese                  | Ring Hilted Sword                                               |

### Stagione 6
| N° | Titolo                              | Titolo originale               |
| -- | ----------------------------------- | ------------------------------ |
| 1  | La via della redenzione. 1ª parte   | Long Road to Redemption Part 1 |
| 2  | La via della redenzione. 2ª parte   | Long Road to Redemption Part 2 |
| 3  | Le armi dei presidenti              | Washington's Colichemarde      |
| 4  | Cento di queste lame!               | The O-Katana                   |
| 5  | La sciabola degli Ussari            | The Hussar Saber               |
| 6  | La spada dei barbari                | The Barbarian Sword            |
| 7  | Il pugnale di Giava                 | The Javanese Kris              |
| 8  | La spada di Yamashita               | General Yamashita's Gunto      |
| 9  | Il Kopis greco                      | The Greek Kopis                |
| 10 | Sfida militare: l'esercito          | Branch Battle: Army            |
| 11 | Sfida militare: l'aeronautica       | Branch Battle: Air Force       |
| 12 | Sfida militare: i marines           | Branch Battle: Marines         |
| 13 | Sfida militare: la marina           | Branch Battle: Navy            |
| 14 | Sfida militare: scontro finale      | Branch Battle: Finals          |
| 15 | La spada Nagamaki                   | The Nagamaki                   |
| 16 | La spada di Attila                  | Atilla's Sword of Mars         |
| 17 | La lancia Partigiana                | The Partizan                   |
| 18 | Lame da caccia                      | The Messer Sword               |
| 19 | Ram Dao, la spada sacrificale       | The Ram-dao                    |
| 20 | La spada d'artiglieria modello 1832 | The Foot Artillery Sword       |
| 21 | Il coltello spaziale                | The Astronaut Knife            |
| 22 | L'ascia Lochaber scozzese           | The Lochaber Axe               |
| 23 | Il bastone animato                  | The Cane sword                 |
| 24 | La spada da cinghiale               | The Boar Sword                 |
| 25 | Il falcione medievale               | Falchion                       |
| 26 | La sciabola di Napoleone            | Napoleon's Saber               |
| 27 | Bhuj, il pugnale dell'elefante      | The Bhuj                       |
| 28 | Speciale pirati                     | Blackbeard's Cutlass           |
| 29 | Kung fu edition                     | Kung Fu Edition                |
| 30 | La spada di Genghis Khan            | Genghis Khan's Sword           |

### Stagione 7
Nell'episodio "Il torneo dei supercampioni", il concorrente vincitore delle prove preliminari si è scontrato nel finale della puntata con David Baker.
| N° | Titolo                                 | Titolo originale               |
| -- | -------------------------------------- | ------------------------------ |
| 1  | La spada di Perseo                     | Sword Of Perseus               |
| 2  | La sciabola del Generale Patton        | General Patton's Sabre         |
| 3  | La Jian cinese                         | The Jian Sword                 |
| 4  | La balestra lancia-pietre              | The Rock-Throwing Crossbow     |
| 5  | La falce del demonio                   | Halloween Edition              |
| 6  | La spada di Boa-Zande                  | The Boa-Zande Sword            |
| 7  | La spada dei moschettieri              | Musketeer Rapier               |
| 8  | La spada de El Cid                     | The Tizona El Cid              |
| 9  | La spada della Seconda guerra mondiale | Military Tribute               |
| 10 | Lo spuntone                            | Revolutionary War Spontoon     |
| 11 | Speciale Roma                          | The Barbarian Spatha           |
| 12 | Lame di famiglia                       | Family Edition                 |
| 13 | Le asce rotanti                        | Frankish Throwing Axes         |
| 14 | Natale di spade                        | A Very Forged Christmas        |
| 15 | La sciabola cinese                     | The Chinese War Sword          |
| 16 | La spada nella roccia                  | The Sword in the Stone         |
| 17 | La spada di Carlo Magno                | Charlemagne's Sword            |
| 18 | L'arma dei Conquistadores              | Spanish Conquistador Sword     |
| 19 | Pira, il coltello delle Filippine      | The Pira                       |
| 20 | La testa di gallo                      | The French Pioneer Sword       |
| 21 | L'enorme spada thailandese             | Darb Sri Gun Chai battle sword |
| 22 | L'ascia da guerra Zulu                 | Zulu War Axe                   |
| 23 | Lo Zhanmadao cinese                    | The Chinese Zhanmadao          |
| 24 | La spada ricurva                       | The German Dussage             |
| 25 | Sfida tra eroi                         | First Responders Edition       |
| 26 | Speciale Game of Thrones               | Game of Forge                  |
| 27 | La spada africana Ikakalaka            | The Ikakalaka                  |
| 28 | Speciale samurai                       | Samurai Showdown               |
| 29 | La spada di Goujian                    | Baby Boomers vs. Gen Z         |
| 30 | La Nimcha Africana                     | The Nimcha                     |
| 31 | Sfida al titanio                       | Titanium Smackdown             |
| 32 | Il Tomahawk e il Bowie                 | Tomahawk and Bowie             |
| 33 | L'ascia dei Samurai                    | Japanese Ono                   |
| 34 | Il torneo dei supercampioni            | Super Champion Edition         |
| 35 | La sciabola Boateng                    | The Boateng Saber              |
| 36 | Le olimpiadi di spade. 1ª parte        | Summer Forging Games (Part 1)  |
| 37 | Le olimpiadi di spade. 2ª parte        | Summer Forging Games (Part 2)  |

### Stagione 8
| N° | Titolo                                 | Titolo originale                             |
| -- | -------------------------------------- | -------------------------------------------- |
| 1  | inedito                                | Veteran's Knife Special: Salute to Veterans  |
| 2  | Vajra-Mushti, un'arma letale           | The Deadly Vajra-Mushti                      |
| 3  | La spada di Saladino                   | The Legendary Sword of Saladin               |
| 4  | La baionetta del fucile M1905          | M1905 Springfield Bayonet                    |
| 5  | La gigantesca spada di William Wallace | The Giant Sword of William Wallace           |
| 6  | La spada di Washington                 | Forged in Fire Christmas: Forging Wonderland |
| 7  | Il coltello da tonno giapponese        | The Massive Maguro Bocho                     |
| 8  | La Tegha indiana                       | Teeth of the Tegha                           |
| 9  | L'ascia tagliateste                    | Headhunter's Revenge                         |
| 10 | La spada degli Spetsnaz sovietici      | Russian Special Forces Spetsnaz              |
| 11 | Il machete delle amazzoni              | Machete of the Amazons                       |
| 12 | Il coltello San Mai                    | San Mai Mystery                              |
| 13 | Il torneo dei ripescati. 1ª parte      | Second Chance Tournament: Part 1             |
| 14 | Il torneo dei ripescati. 2ª parte      | Second Chance Tournament: Part 2             |
| 15 | Il torneo dei ripescati - Finale       | Second Chance Tournament: Finals             |
| 16 | Il gioco della memoria                 | Memory Game                                  |
| 17 | WWE Edition                            | Forged in Fire: WWE Edition                  |
| 18 | La lama vichinga                       | Arctic Forge                                 |
| 19 | Speciale guerra civile                 | Civil War Battle                             |
| 20 | Il casinò di spade                     | Casino Challenge                             |
| 21 | Doppia sfida                           | Deadly Duo                                   |
| 22 | Il Woldo coreano                       | Fire and Water                               |
| 23 | Il martello d'arme polacco             | Sledgehammer Showdown                        |
| 24 | Mistero medievale                      | Medieval Mystery Sword                       |
| 25 | La spada birmana                       | Pick Your Poison                             |
| 26 | L'ascia di Shining                     | Forge of Fear                                |
| 27 | La spada dei Tuareg                    | The Terrifying Tuareg Takoba                 |
| 28 | La spada medievale belga               | Barrel Full of Mystery                       |
| 29 | Il torneo militare - Parte 1           | Armed Forces Tournament Part 1               |
| 30 | Il torneo militare - Parte 2           | Armed Forces Tournament Part 2               |
| 31 | Il torneo militare - La finale         | Armed Forces Tournament Finale               |
| 32 | La sfida di Doug Marcaida              | Judges Takeover: Doug Marcaida               |
| 33 | Giovani talenti                        | Young Guns Challenge                         |
| 34 | La sfida di Ben Abbott                 | Judges Takeover: Ben Abbott                  |
| 35 | Il lato oscuro                         | The Dark Side                                |
| 36 | La sida di J. Neilson                  | Judges Takeover: J. Neilson                  |
| 37 | La spada-falce della mesopotamia       | Damascus 500                                 |
| 38 | La sfida di Dave Baker                 | Judges Takeover: Dave Baker                  |
| 39 | La spada Firangi                       | The Firangi Sword                            |
| 40 | La 200ma sfida!                        | 200th Episode: Fan's Choice                  |
| 41 | Il torneo dell'imbattuto - Round 1     | Beat the Unbeaten: Round One                 |
| 42 | Il torneo dell'imbattuto - Round 2     | Beat the Unbeaten: Scrap Steel Challenge     |
| 43 | Il torneo dell'imbattuto - Round 3     | Beat the Unbeaten: Broken Blade Revenge      |
| 44 | Il torneo dell'imbattuto - Round 4     | Beat the Unbeaten: Back for Revenge          |
| 45 | Il torneo dell'imbattuto - Finale      | Beat the Unbeaten: The Final Showdown        |

### Stagione 9
| N° | Titolo                                     | Titolo originale                                |
| -- | ------------------------------------------ | ----------------------------------------------- |
| 1  | La Katara ricurva                          | Crushed Car Challenge                           |
| 2  | La Spada di Grazia                         | Blackout                                        |
| 3  | La spada Ninja                             | The Ninja's Sword                               |
| 4  | La spada seghettata                        | Sheet Metal Challenge                           |
| 5  | La spada Parang Nabur                      | Blades Gone Wild                                |
| 6  | La Cinquedea                               | Double Trouble Blades                           |
| 7  | Battaglia di coltelli                      | The Knife Fight                                 |
| 8  | Le armi dei Gauchos                        | The Gaucho's Revenge                            |
| 9  | La spada del Sergente Hayden               | Sergeant Hayden's Sword                         |
| 10 | La sciabola della Guerra d'Indipendenza    | Revolutionary War Forge                         |
| 11 | Ribaltiamo le lame in tavola!              | Flip the Forge                                  |
| 12 | La forgia marittima                        | Out to Sea                                      |
| 13 | La sfida dei gladiatori - La falce dacica  | Gladiators of the Forge: Let the Battles Begin  |
| 14 | La sfida dei gladiatori - Il Kopis         | Gladiators of the Forge: The Battles Continue   |
| 15 | La sfida dei gladiatori - La Sica          | Gladiators of the Forge: Vikings vs. Gladiators |
| 16 | La sfida dei gladiatori - Il pugio         | Gladiators of the Forge: A Champion's Quest     |
| 17 | La sfida dei gladiatori - La finale        | Gladiators of the Forge: The Final Battles      |
| 18 | La spada Naga                              | Notorious Naga                                  |
| 19 |                                            | Fastest Blade in the West                       |
| 20 |                                            | Best in Damascus                                |
| 21 |                                            | Friend or Foe                                   |
| 22 |                                            | Supersized: Sword                               |
| 23 |                                            | Supersized: Elephant Swords                     |
| 24 |                                            | Supersized: 5 Ton Challenge                     |
| 25 | Speciale Marvel - Serata Marvel in arrivo! | Forged in Fire: Marvel's Midnight Suns          |
| 26 |                                            | Supersized: Hog Wild                            |

## Spin-off
Dal 15 settembre 2020 è stata trasmessa su History Italia la serie spin-off di sei puntate intitolata Fuoco di Spade: Sfida ai Giudici, presentata da Wil Willis. In ogni episodio tre campioni sono tornati per sfidarsi, aggiudicarsi la possibilità di confrontarsi contro un giudice (J. Neilson, David Baker o Ben Abbott) e vincere un premio di $10000. Nel primo round i tre armaioli hanno portato nella fucina un coltello creato a loro scelta nelle proprie botteghe. Le armi sono state quindi testate da Doug Marcaida e un concorrente è stato eliminato. La fase successiva ha seguito lo stesso format del terzo round del Fuoco di spade, con gli armaioli chiamati a realizzare un'arma del passato tra quelle già comparse nelle precedenti stagioni. Il concorrente che dopo i test è risultato vincitore ha sfidato un giudice, annunciato solo all'ultimo momento, in una gara della durata di otto ore nella quale doveva essere realizzata un'arma perfettamente funzionante sulla base delle indicazioni fornite da Wil Willis. Gli altri giudici hanno quindi testato le armi ed hanno proclamato il vincitore. Quando ad aggiudicarsi la gara è stato un giudice, il premio è stato donato in beneficenza.
| N° | Titolo                |
| -- | --------------------- |
| 1  | Coltelli gemelli      |
| 2  | Spada corta           |
| 3  | Sfida medievale       |
| 4  | Scelta libera         |
| 5  | Una sfida impossibile |
| 6  | Scontro tra titani    |